# Glashofen
Glashofen ist ein Stadtteil von Walldürn im Neckar-Odenwald-Kreis in Baden-Württemberg. Es liegt im östlichen Odenwald 5 Kilometer nördlich der Kernstadt. Zum Stadtteil Glashofen gehört die Waldhufensiedlung Neusaß.

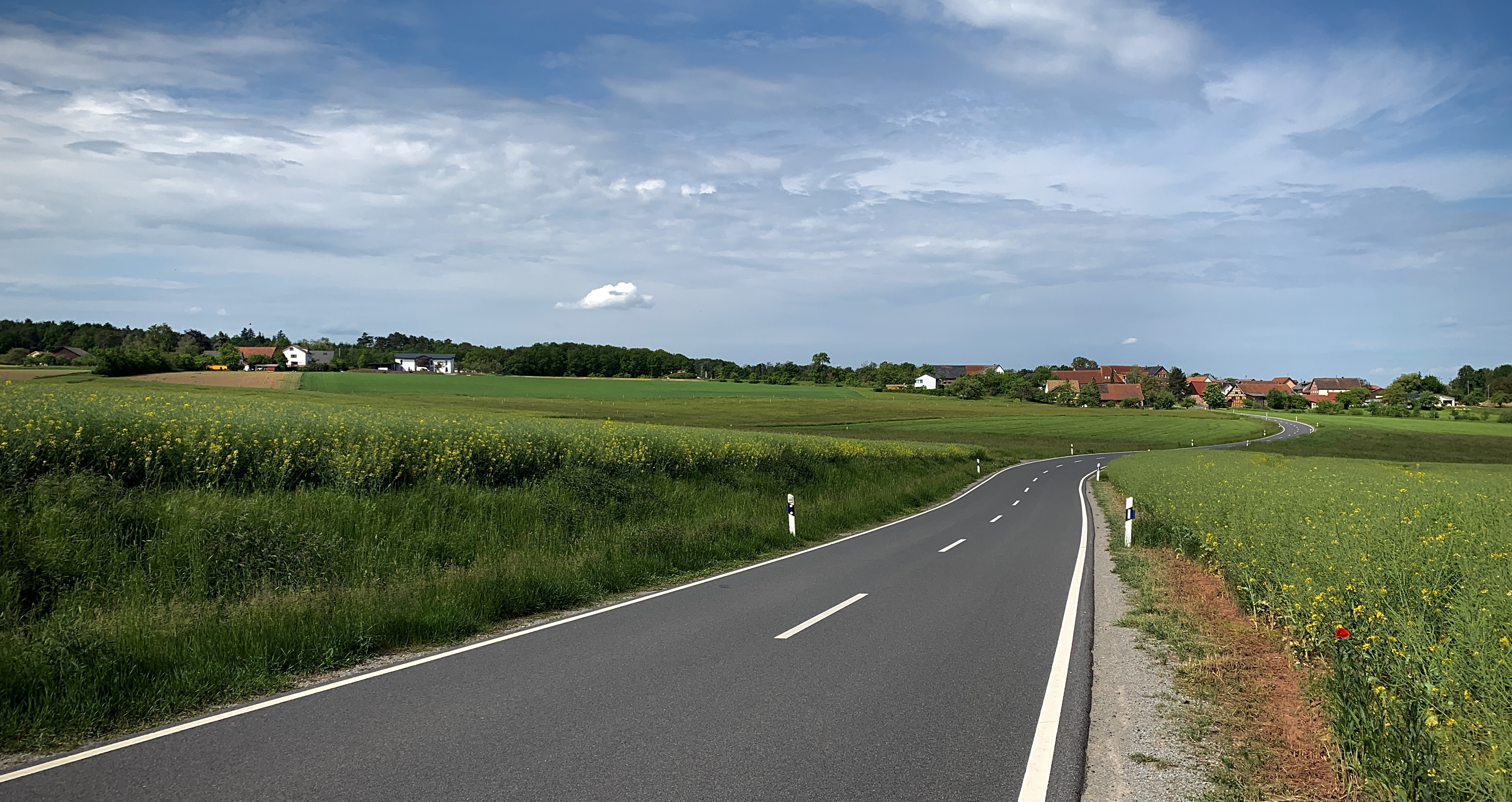
Siedlung Neusaß

## Geografische Lage
Die Gemarkung Glashofen wird im Südwesten durch das Marsbachtal begrenzt und erstreckt sich bis in die Nähe von Walldürn. Im Westen liegt etwas tiefer Gerolzahn, im Nordwesten grenzt im sich einschneidenden Kaltenbachtal Reinhardsachsen an. Nordöstlich im benachbarten Eichelbachtal liegt Wettersdorf und im Osten am Übergang zum Muschelkalk Höpfingen. An den südlichen Seiten dehnen sich weite Waldflächen in den Distrikten Großer Wald und Neusaßer Berg aus. Der Distrikt Neusaßer Berg steigt vom tiefsten Punkt der Gemarkung mit 270 m ü. NN auf die höchste Erhebung mit 448 m an. Der Naturpark Neckartal-Odenwald umfasst die Gemarkung teilweise.

## Geschichte
In römischer Zeit verlief der Obergermanisch-Raetische Limes bei Neusaß in Nord-Süd-Richtung durch die Stadtteilgemarkung von Glashofen. Dessen Siedlungsbereich wiederum liegt östlich des Limes, also außerhalb der ehemaligen Begrenzung. Die Überreste von vier römischen Wachtürmen wurden in der Gemarkung gefunden. Neben dem Wachturm „Wp 7/31“ entdeckte man im Flurdistrikt Steinernes Haus die Grundmauern eines römischen Verwaltungs- oder Vorratsgebäudes. Im 19. Jahrhundert wurde Wp 7/31 auch – nicht zu verwechseln mit dem wenige Kilometer entfernten Kleinkastell Hönehaus – als Hönehaus bezeichnet. Dort spielt die lokal bekannte Sage vom Riesenfräulein.
Als älteste Erwähnung Glashofens gilt eine Urkunde vom Sonntag, dem 5. Februar 1273, die im Staatsarchiv von Baden-Württemberg im Kloster Bronnbach erhalten ist: Nach Beratung des Rupert von Dürn mit seiner Gattin Mechthild und seinen Kindern soll sein Schwiegersohn Conrad von Boxberg Ruperts Güter in Burcheim zu Freieigen erhalten. Vier Treuhänder Ruperts – darunter Henricus von Glasoven – bürgen für einen Ertrag aus dem Lehen in Höhe von 80 Mark. Der Ortsname bezeichnet wahrscheinlich als Clas-Hofen einen Ort, an dem ein Clas bzw. Niclas (Klaus oder Nikolaus) ein Gehöft besaß oder begründete.
1935 wurden Reinhardsachsen, Kaltenbrunn, Gerolzahn und Gottersdorf nach Glashofen eingemeindet, 1945 aber wieder abgetrennt.
Bei der Gebietsreform in Baden-Württemberg wurde Glashofen am 1. Januar 1975 in die Stadt Walldürn eingemeindet.

## Kulturdenkmale

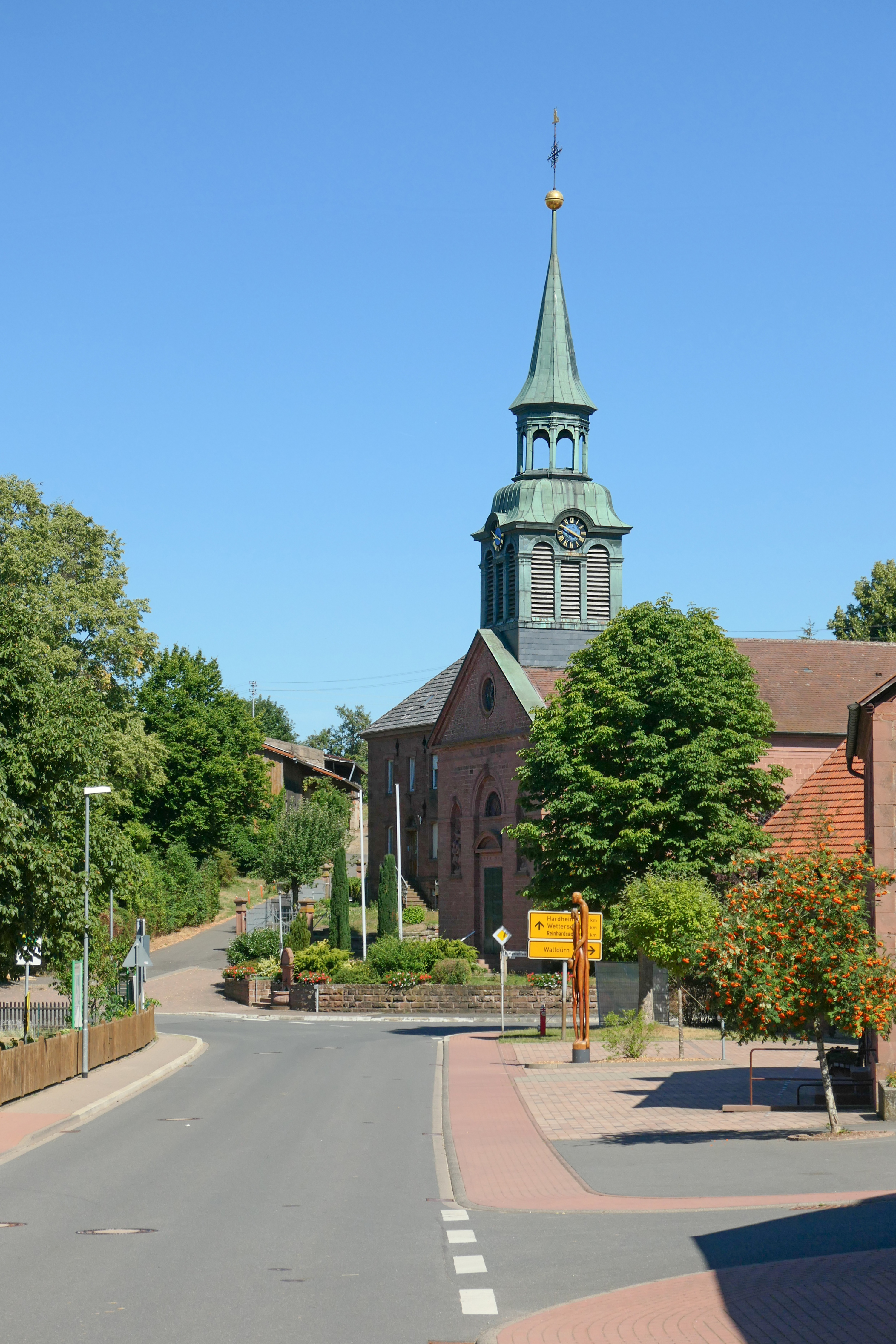
Ortsdurchfahrt und Kirche St. Wendelin

Die 1920 aus Sandstein erbaute Kirche St. Wendelin befindet sich im Ortsinnern Glashofens. Vor dem Eingangsportal blickt man auf zwei Skulpturen, links eine Darstellung der Hl. Rita, rechts die Darstellung des Kirchenpatrons St. Wendelin. Beide Figuren sind in Nischen eingelassen.

## Ehemaliges Wappen
Glashofen war am 14. August 1959 auf Basis eines Vorschlags des Generallandesarchivs aus dem Jahr 1909 ein Wappen verliehen worden. „In geteiltem Schild oben in Rot eine rotgefütterte silberne (weiße) Mitra, schräggekreuzt mit einem goldenen (gelben) Krummstab, unten in Blau ein rotbewehrter silberner (weißer) Adler.“ Das Wappen erlosch 1975 mit der Eingemeindung nach Walldürn.

## Verkehr
Im Verkehrsnetz liegt die Gemarkung im nordwestlichen Winkel zwischen den Bundesstraßen 27 und 47.